# نووکوزنتسک (مترو)
نووکوزنتسک (Russian: Новокузнецкая) یک ایستگاه مترو در شهر مسکو واقع در خط Zamoskvoretskaya است. این ایستگاه در۲۰ نوامبر۱۹۴۳ افتتاح شد.

## پیشینه
ساخت ایستگاه در مدت کوتاهی پس از راه‌اندازی مرحله دوم این پروژه در سال ۱۹۳۸ آغاز شد.
علی‌رغم رخ دادن جنگ جهانی دوم ایستگاه در زمان مقرر افتتاح شد.
و نیز بعدها در سال ۱۹۷۸ گسترش داده شد و این ایستگاه نسبت به سایر ایستگاه‌ها مدرن تر ساخته شده‌است.

## طراحی
این ایستگاه به افتخار سربازان شوروی به‌طور سنگی تزیین شده‌است.
معماران، I. Taranov و N. Bykova، جایزه دولتی اتحاد جماهیر شوروی را برای طراحی خود به دست آورد.
در سقف این مجموعه تصاویر سربازان ارتش سرخ کشیده شده‌است.
ستون‌های مرمری سفید و صورتی نیز توسط پرتره قهرمانان جنگی روسی همانند Mikhail Kutuzov و Alexander Nevsky تزیین شده‌است.

## مسیرها
از این ایستگاه می‌توان برای رفتن به ایستگاه‌های Tretyakovskaya, Kaluzhsko-Rizhskaya و Kalininskaya استفاده نمود.